# つなぎ美術館
つなぎ美術館（つなぎびじゅつかん）は、熊本県葦北郡津奈木町にある公立の美術館。2001年（平成13年）4月開館。

## 概要
洋画家境野一之の作品を収蔵品の中心とし、坂本善三、宮崎静夫ら熊本にゆかりのある芸術家の作品やタイ山岳民族の衣装などを収蔵・展示するほか、現代美術による企画展の開催、アートプロジェクト、レジデンスプログラムなども実施している。
くまもとアートポリス、第7回推進賞選賞を受賞。平成25年度地域創造大賞(総務大臣賞)を受賞
。平成26年度熊本県知事表彰地域づくり夢チャレンジ大賞を受賞。美術館と舞鶴城公園展望広場を結ぶモノレールを運行している。

## 赤崎水曜日郵便局
2008年度（平成20年度）からは住民参画型アートプロジェクトを実施している。
2013年6月19日から2016年3月31日まで同プロジェクトとして、すでに閉校し立ち入り禁止となった海の上の小学校を利用した赤崎水曜日郵便局
が催された。
2014年度（平成26年度）に赤崎水曜日郵便局が2014年度グッドデザイン賞を受賞。
2016年3月31日をもって閉局した。

## 基本情報
- 開館時間 - 10:00〜17:00（入館は16:30まで）
- 休館日 - 毎週水曜日（水曜日が祝日の場合はその翌日）、年末年始。
  - 臨時休館や、展示変えの際には休館となる場合もあるので、要確認。
- 観覧料 - 1F、展覧会により異なる。3F、展覧会により異なる。
- ティラウンジを併設。営業10:00〜16:30。

## 境野一之
境野一之（さかいの かずゆき、 1900年 - 1989年）、は日本の洋画家。
福岡県田川郡糸田町生まれ。福岡師範学校卒業。戦前満州や東京で過ごし、戦後妻の故郷である熊本を拠点に活動する。美術教師や、海老原喜之助により開設された海老原美術研究所（エビ研）の所長、熊本県美術協会委員長などを勤める。
作品の多くは、遺族によりつなぎ美術館に寄贈され、つなぎ美術館の収蔵品の中心となっている。

## モノレール

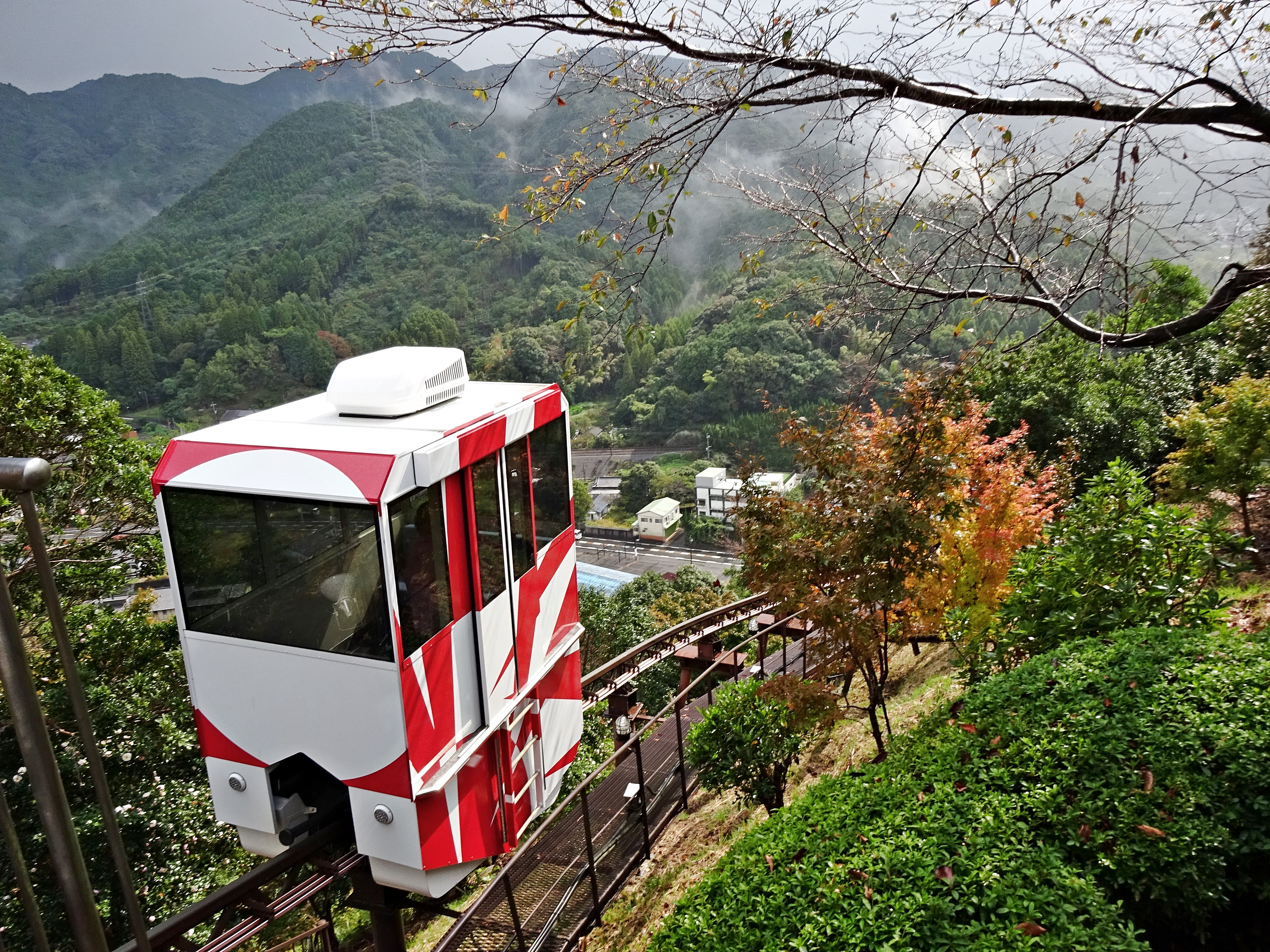
同美術館のスロープカー（2023年）

つなぎ美術館2階と、舞鶴城公園展望広場を結ぶモノレール（スロープカー）を運行している。全長241メートル、最高勾配33度、片道約5分。
舞鶴城公園は、津奈木城が別名・舞鶴城と呼ばれていたことより名付けられたという。公園展望広場から、遠く不知火海を望むことができる。遊歩道も整備され、広場には屋外彫刻が設置されている。
- 乗車料金 - 往復300円、片道200円
- 運行時間 - 10:00〜16:30
- 運休日 - 毎週水曜日、年末年始。臨時運休の場合もある。

## 交通アクセス
- 肥薩おれんじ鉄道線津奈木駅から徒歩10分（820m）。
- 九州新幹線新水俣駅から九州産交バス道の駅たのうら行きに乗車し「つなぎ温泉前」下車、徒歩2分（180m）。
- 南九州自動車道津奈木インターチェンジから1.8㎞

## 参考資料
- 「境野一之画集」編纂委員会編 『境野一之画集』 熊本県津奈木町、1991年
- るるぶ社『るるぶ情報版 熊本'99』JTB、1998年、100-101頁

## 周辺情報
- つなぎ物産ギャラリーグリーンゲート
- 津奈木温泉四季彩